# Jan Hulsker
Jan Hulsker (Den Haag, 2 oktober 1907 – Victoria, Canada,  9 november 2002) was een Nederlandse kunsthistoricus, expert op het gebied van het leven en werk van kunstschilder Vincent van Gogh.

## Leven en werk
Hulsker werd in 1907 in Den Haag geboren als zoon van Johannes Franciscus Hubertus Hulsker en Catharina van Gessel. Hij studeerde Nederlandse literatuur in Leiden en promoveerde op een proefschrift over de schrijver Aart van der Leeuw. Hij begon zijn loopbaan als docent en kunstrecensent voor diverse kranten en tijdschriften. Ter gelegenheid van de herdenking van de honderdste geboortedag van Vincent van Gogh maakte Hulsker in 1953 een documentaire over het leven van Van Gogh. In 1953 trad hij in dienst van het Ministerie van Cultuur, Recreatie en Maatschappelijk werk, waar hij benoemd werd tot chef van de afdeling kunsten. Van 1959 tot zijn pensionering in 1972 was hij directeur-generaal voor culturele zaken. Hij was mede-oprichter van het Van Gogh Museum in Amsterdam en van het Nederlands Letterkundig Museum in Den Haag.
Hulsker wordt, volgens het tijdschrift Literatuur, gezien als de grondlegger van het "Van Gogh-brievenonderzoek". Hulsker heeft alle werken (schilderijen, tekeningen en grafisch werk) van Van Gogh chronologisch gecatalogiseerd, en daarmee een alternatief geboden voor de oeuvrecatalogus van de la Faille die in 1928 verscheen (herzien in 1970). Aanvankelijk had Hulskers publicatie de titel Van Gogh en zijn weg. Het complete werk (1978). Later verscheen een herziene editie met als predicaat catalogue raisononnée onder de titel The new complete Van Gogh(1996). Deze geldt als standaardwerk, ook omdat de uitgave van de la Faille niet meer in herdruk verscheen en alleen antiquarisch verkrijgbaar is.
Naast een meer wetenschappelijk onderbouwde chronologie (waarbij de brieven van de kunstenaar systematisch als leidraad worden gebruikt), en grotere volledigheid, werd door Hulsker een aantal suspecte toeschrijvingen afgewezen als vervalsingen, die de la Faille wel had aanvaard. . Een andere verdienste van Hulsker was, aldus Bob Witman, dat hij heeft aangetoond dat Van Gogh een goed schrijver was. In de jaren 1980 verliet Hulsker Nederland en vestigde zich in Canada, waar hij op 95-jarige leeftijd in 2002 overleed.
In 1987 ontving Hulsker een Zilveren Anjer voor zijn publicaties over Van Gogh.